# Los Pericones, delstaten Mexiko
Los Pericones är en ort i kommunen Tejupilco i delstaten Mexiko i Mexiko. Samhället hade 221 invånare vid folkräkningen 2020.